# Daniel Friedman

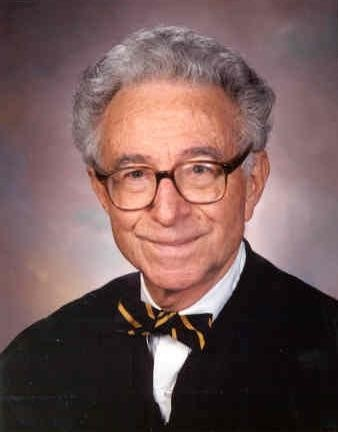
Daniel Mortimer Friedman

Daniel Mortimer Friedman (* 8. Februar 1916 in New York City, New York; † 6. Juli 2011 in Washington, D.C.) war ein US-amerikanischer Jurist, der unter anderem 1977 kommissarischer Solicitor General of the United States war. Danach war er zwischen 1978 und 1982 Präsident des für Ansprüche gegen die US-Regierung zuständigen United States Court of Claims. 1982 wurde er Bundesrichter und war bis 1989 Richter am US-Berufungsgericht für den Bundesbezirk (US Court of Appeals for the Federal Circuit).

## Leben
Daniel Mortimer Friedman begann nach dem Schulbesuch zunächst ein grundständiges Studium an der Columbia University, das er 1937 mit einem Artium Baccalaureus (AB) beendete. Ein darauf folgendes postgraduales Studium der Rechtswissenschaften an der Juristischen Fakultät (Law School) der Columbia University schloss er 1940 mit einem Bachelor of Laws (LL.B.) ab. Im Anschluss erhielt er seine anwaltliche Zulassung bei der Anwaltskammer (Bar Association) und war bis 1942 als Rechtsanwalt in New York City tätig. 1942 wechselte er in den Staatsdienst und war einigte Zeit Anwalt der Börsenaufsichtsbehörde (US Securities and Exchange Commission) in Philadelphia und Washington, D.C. Während des Zweiten Weltkrieges leistete er zwischen 1942 und 1946 Militärdienst in der US Army. 1946 kehrte er zur US Securities and Exchange Commission zurück und war bis 1951 wieder für diese wieder als Anwalt in Philadelphia und Washington, D.C. tätig.
1951 wechselte Friedman dann ins US-Justizministerium (US Department of Justice) und war dort zunächst bis 1959 stellvertretender Leiter des Referats Berufungsverfahren der Abteilung Kartellrecht. Im Anschluss trat er in das Büro des Solicitor General of the United States ein und war anfangs zwischen 1959 und 1962 Sonderassistent sowie danach von Zweiter Assistent des Solicitor General. Daraufhin bekleidete er von 1968 bis 1978 den Posten als Erster stellvertretender US-Solicitor General (First Deputy US Solicitor General) ein und war als solcher vom 20. Januar bis zum 4. März 1977 kommissarischer Solicitor General of the United States. Am 22. März 1978 wurde er von US-Präsident Jimmy Carter als Nachfolger von Arnold Wilson Cowen für das Amt als Präsident (Chief Judge) des für Ansprüche gegen die US-Regierung zuständigen United States Court of Claims nominiert. Er wurde am 17. Mai 1978 vom US-Senat bestätigt und am 19. Mai 1978 offiziell ernannt. Er bekleidete diese Funktion bis zur Auflösung des US Court of Claims am 1. Oktober 1982. In dieser Verwendung war er von 1978 bis 1982 auch Mitglied der Justizkonferenz der Vereinigten Staaten.
Am 1. Oktober wurde Daniel Friedman zum Bundesrichter berufen und war Richter am US-Berufungsgericht für den Bundesbezirk (US Court of Appeals for the Federal Circuit). Am 1. November 1989 wurde ihm der Titel eines Senior Judge verliehen. Zugleich war er zwischen 1983 und 1987 Vorstandsmitglied des Federal Judicial Center (FJC), des Fortbildungs- und Forschungszentrums der US-Bundesgerichte.